# Meus Amores no Rio
Meus Amores no Rio, é um filme de 1958, co-produção entre Brasil e Argentina, de comédia e romance, dirigido por Carlos Hugo Christensen, roteirizado pelo diretor e Pedro Bloch, música de Severino Araújo e filmado em Cinemascope. Nos números musicais aparecem Ataulfo Alves e suas Pastoras, e os protagonistas Susana Freyre e Jardel Filho cantando e dançando caracterizados de sambistas cariocas a canção "Boneca de Piche" de Ary Barroso.

## Sinopse
Jovem argentina participa de um programa de TV respondendo perguntas sobre o Rio de Janeiro e ganha uma viagem de sete dias para essa cidade. Se hospeda em um hotel de frente à Praia de Copacabana com a aeromoça Márcia e vai a passeios turísticos que incluem visitas ao Corcovado, Bondinho do Pão de Açúcar e Cristo Redentor. Ela desperta o interesse amoroso de três homens: o piloto de aviões Mário, o esportista milionário Ramiro e o jornalista (da Revista Manchete) Roberto. Eles a acompanham ao Maracanã, Hipódromo da Gávea e Ilha de Paquetá, dentre outros passeios.

## Elenco
- Susana Freyre...Elena
- Jardel Filho...Roberto
- Domingo Alzugaray...Ramiro[2]
- Fábio Cardoso...Mário
- Agildo Ribeiro...fotógrafo Pacheco
- Diana Morel
- Dina Lisboa
- Humberto Catalano...guia turístico (participação)
- Afonso Stuart
- Blanca Tapia
- Vicente Rubino
- Carlos Infante